# Variaciones sobre un tema de Corelli (Rajmáninov)

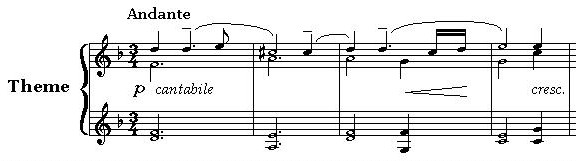
Primeros compases de Las variaciones sobre un tema de Corelli.

Las Variaciones sobre un tema de Corelli (en ruso: Вариации на тему А. Корели, Variatsii na temu A. Koreli), Op. 42, es un grupo de veinte variaciones sobre la Sonata para violín, violone y clavecín de Arcangelo Corelli (Op. 5, n.º 12; que a su vez es una serie de variaciones sobre el tema musical europeo la folía), compuestas por el compositor ruso Sergéi Rajmáninov en 1931. 